# 劍橋 (愛達荷州)
劍橋（英語：Cambridge）是一個位於美國愛達荷州華盛頓縣的城市。

## 地理
劍橋的座標為44°34′18″N 116°40′41″W / 44.57167°N 116.67806°W，而該地的平均海拔高度為811米（即2661英尺）。

## 人口
根據2010年美國人口普查的數據，劍橋的面積為1.29平方千米，當中陸地面積為1.25平方千米，而水域面積為0.04平方千米。當地共有人口328人，而人口密度為每平方千米254.26人。